# Iratxe García
Iratxe García Pérez (nascida em 7 de outubro de 1974) é uma política espanhola do Partido Socialista Operário Espanhol (PSOE). Ela é membro do Parlamento Europeu desde 2004 e é líder do grupo parlamentar da Aliança Progressista dos Socialistas e Democratas.

## Biografia

### Início de vida
Nasceu em 7 de outubro de 1974 em Barakaldo, Biscaia, e obteve um diploma em Serviço Social na Universidade de Valladolid em 1995. Residente em Laguna de Duero, foi vereadora municipal de Laguna de Duero e membro da Deputação Provincial de Valladolid de 1995 a 2000.

### Membro do Parlamento Espanhol, 2000-2004
García tornou-se membro do Congresso dos Deputados após ter sido eleita nas eleições gerais de 2000 em representação de Valladolid.

### Membro do Parlamento Europeu, 2004 - presente
Ela actua na Comissão do Meio Ambiente, Saúde Pública e Segurança Alimentar (ENVI) e na Delegação do Parlamento para as Relações com a Península Arábica. Além disso, ela é membro do Intergrupo do Parlamento Europeu para os Direitos LGBT e do Intergrupo do Parlamento Europeu para o Saara Ocidental.
Em julho de 2014, García foi eleita presidente da Comissão dos Direitos da Mulher e da Igualdade de Género (FEMM) do Parlamento Europeu. Em setembro de 2014, o presidente do PSOE, Pedro Sánchez, nomeou-a chefe da delegação de deputados do partido no Grupo S&D, em substituição de Elena Valenciano. Após as eleições de 2019, o Grupo S&D escolheu García como nova líder, um dia depois de Udo Bullmann ter retirado a sua candidatura.